# Chambon-sur-Dolore

Chambon-sur-Dolore este o comună în departamentul Puy-de-Dôme, Franța. În 1 ianuarie 2022 avea o populație de 143 de locuitori.